# Christine Splitgerber
Christine von Splitgerber (* in Pappenheim) ist eine deutsche Malerin. Sie stellt ihre Kunstwerke unter ihrem Pseudonym Suvira aus.

## Leben und Werk
Sie studierte von 1976 bis 1981 Malerei und freie Grafik an der Akademie der Bildenden Künste in München und Nürnberg. Anschließend absolvierte sie eine Ausbildung in Kunst- und Gestaltungstherapie (siehe Kunsttherapie). Sie ist in Nürnberg und Pappenheim freischaffend als Malerin tätig.
Die Werke der Künstlerin umfassen Aquarelle, Tusche-, Bleistift- und Federzeichnungen ebenso wie Lithografien und Acrylbilder.

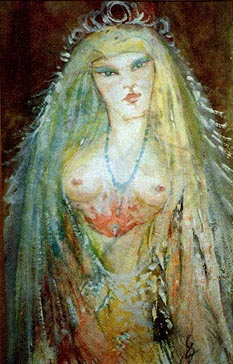
Fee
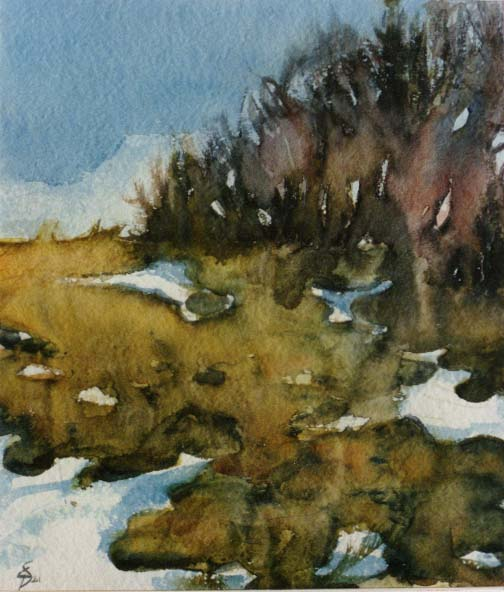
Schneeschmelze
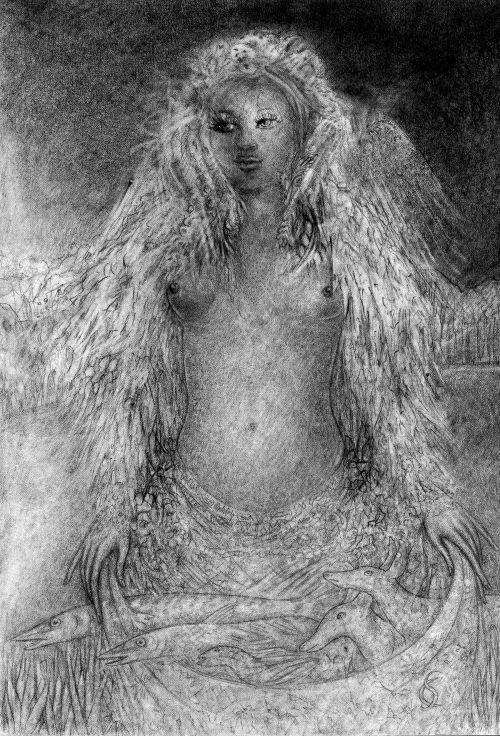
Nachtfee
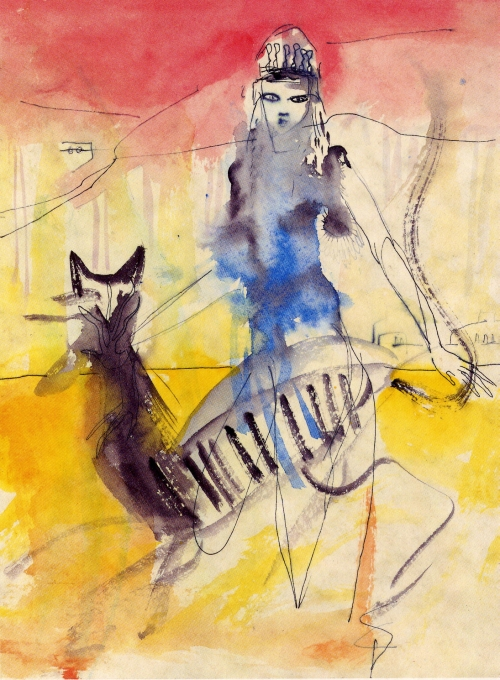
Manege

## Kritiken
„Christine Splitgerber ist eine gebürtige Pappenheimerin, dennoch kennt man sie hier kaum. Die Künstlerin, die sich bislang den Anregungen der Nürnberger Kunstszene versagt hat, keiner Vereinigung angehört und auch sonstige Formen des Antichambrierens nicht beherrscht, ist für Überraschungen gut. Sie beherrscht die Kunst des Schweigens – auch hierin unterscheidet sie sich –, um so beredter sind ihre Arbeiten. Alles andere als „naiv“ sind sie, wiewohl zumindest ihre symbolistischen, in Gomera entstandenen aquarellierten Arbeiten auf den ersten Blick einen solchen Fehlschluss nahelegen. In diesen kann man, wie durch einen hauchdünnen Schleier hindurchgesehen, Fabelwesen und archaisch anmutende Figurationen Erkennen: fixierte, aber keineswegs starre Umsetzungen von nicht bewussten, nicht geplanten Gefühlsanwandlungen. Atmen solche Bilder eine gewisse Introvertiertheit, so eröffnet sich in Bleistift- und Federzeichnungen fast schon ein anderes Extrem dieser Künstlerin: vital, expressiv und oft drastisch sind ihre erotischen Arbeiten, ohne auf Effekte zu spekulieren.“
„[…] Erotik scheint für Christine Splitgerber sehr viel mit der Herstellung eines entsprechend stimulierenden Ambientes zu tun zu haben. So herrscht auf ihren Bildern in der Regel die schwül-matte Atmosphäre, die die Abendländer etwa den fürstlichen Harems im sagenhaften Morgenland angedichtet haben. Männliche und weibliche Figuren in den verschiedensten Stufen der Nacktheit und der Erregung räkeln sich zwischen üppigen Kissen auf glänzenden Ruhebetten, die von blühenden Büschen und radschlagenden Pfauen umgeben sind. Das alles ist mit lockeren, ein wenig an Alfred Kubin, aber auch an Bele Bachem erinnernden Strichen gezeichnet und in zarten Tönen koloriert: In jedem Sinne Kunst für Liebhaber.“

## Einzelausstellungen
- 1979: Pêle Mêle, Nürnberg
- 1980: Kunstgewölbe, Dinkelsbühl
- 1981: Galerie am Theater, Fürth
- 1982: Galerie auf der Burg Pappenheim
- 1983: Fränkische Galerie, Nürnberg
- 1984: Haus des Gastes, Eichstätt
- 1984: Buchladen Dr. Schrenk, Gunzenhausen
- 1986: Söller im Rathaus Weißenburg
- 1987: Alte Schule, Solnhofen
- 1989: Galerie La Folie, Nürnberg
- 1989: Galerie Profil, Cham
- 1990: Colomann, München
- 1990: Burgtheater, Nürnberg
- 1996: Schloß Almoshof, Nürnberg
- 1999: Rudolf Steiner Haus, Nürnberg
- 1999: Brasserie, Nürnberg
- 2002: Bistro Galerie, Fürth
- 2003: Kloster Heidenheim